# Simplicio Pappalettere
Simplicio Pappalettere (Barletta, 7 febbraio 1815 – Bari, 8 maggio 1883) è stato un abate italiano.

## Storia
Nacque in una famiglia modesta di Barletta.
Fu eletto abate durante la permenanze nel centro Italia.
Estrenuo sostenitore della riunificazione italiana, per cui si inimicò la chiesa cattolica e il papato.
Pappalettere fu autore di numerose opere di conciliazione tra il Regno di Napoli e la chiesa.
Per vie della sua adesione alla causa italiana, venne sempre mal visto dal papato, che alla fine lo costrinse alle dimissioni.
Durante il suo mandato, istituì un tribunale a Montecassino e spinse affinche diventasse capoluogo di provincia.
Morì in Puglia nel 1883. 